# Matte painting
Matte painting é uma representação pintada de um cenário, ambiente, ou localização distante que permite aos produtores de filmes criarem uma ilusão de um ambiente que, de certa forma, seria bastante caro construir ou visitar. Historicamente, pintores e filmógrafos usaram várias técnicas para combinar uma imagem com matte painting  com sequências reais. Na melhor das hipóteses, dependendo do nível de habilidade dos artistas e técnicos, o efeito é "contínuo" e cria ambientes que seriam impossíveis ou caros de filmar. Nas cenas, a parte da pintura é estática e os movimentos são integrados nela.